# Aleuroclava piperis
Aleuroclava piperis là một loài côn trùng cánh nửa trong họ Aleyrodidae, phân họ Aleyrodinae.
Aleuroclava piperis được Takahashi miêu tả khoa học đầu tiên năm 1935.